# Karl-Adam Bonnier
Karl-Adam Bonnier, född 5 september 1934 i Stockholm, är en svensk entreprenör, ekonom och grundare av Karl-Adam Bonniers stiftelse. Han är son till bokförläggaren Tor Bonnier och författarinnan Tora Nordström-Bonnier. 

## Biografi

### Uppväxt
Bonnier föddes i Sverige, men flyttade som 14-åring till Amerika där han gick på high school i Kalifornien och utbildade sig till ingenjör vid college i Pennsylvania. Efter några års anställning vid Colgate Palmolive i New York och amerikansk militärtjänst, skolade Bonnier om sig till företagsekonom vid Stanford University (MBA) och startade därefter ett företag i radiokommunikationsbranschen. Han återvände till Sverige 1962.

### Affärskarriär
Bonniers karriär som finansiell entreprenör började med ett företag som sålde premieobligationer i kommission för Riksgäldskontoret. Under 1960-talet byggde han upp företagen Aktieköp och Aktieinvest. Akltieinvest erbjöd allmänheten för första gången att köpa aktier i tusendelar och blev med tiden en del av Aktiespararnas Riksförbund. I partnerskap med bl.a. U.S.Leasing, då världens största leasingbolag, startade Bonnier 1968 bolagen Independent Leasing och Independent Factoring Independent Leasing blev så småningom nordens största leasingbolag och börsnoterades 1976. Under åren 1962–1980 byggde och ledde Karl-Adam Bonnier ett finansiellt konglomerat, där bland annat bankirfirman Hägglöfs och Wermlandsbanken kom att ingå. Bolaget, vid namn Bonnier & Bonnier Independent Invest AB, börsnoterades 1979 med Stig Ramel som ordförande och Bonnier som majoritetsägare. Karl-Adam Bonnier emigrerade till USA 1980 och sålde 1986 sin kontrollpost i B&B till Proventus (Robert Weil, Gabriel Urwitz och Mikael Kamras) som även kontrollerade Götabanken och Jacobson & Ponsbach Fondkommission. Därigenom bildades Gota Bank. 
Under sin affärskarriär var Bonnier styrelseordförande i bland annat AB Programator (1964-80), Independent Leasing (1969–1980), B&B Invest (1986–1987). Bonnier har inte haft anställning inom familjens mediekoncern, men tjänstgjorde under 1990-talet som styrelseledamot i Dagens Nyheter, Expressen, Bonnier AB och numera i familjen Bonniers stiftelse för medieforskning vid Stockholms Handelshögskola samt som hedersledamot i familjens Family Council.
Bonnier gav 2024 ut en bok om sitt liv som finansiell entreprenör. I samband med bokens lansering intervjuades han i Svenska Dagbladet.

### Akademisk bana
Bonnier bedrev akademiska studier vid University of Virginias Graduate School of Business (Darden) och disputerade för doktorsexamen inom finansiell ekonomi 1986. Han undervisade, publicerade forskningsresultat och administrerade institutionens program för elevprojekt i Europa. 1992 återvände Bonnier till Sverige men fortsatte att organisera elevprojekt i Europa. Genom Karl-Adam Bonniers stiftelse erbjöds elever vid Stockholms Handelshögskola stipendier för helårsstudier vid Darden.
Bonnier bedrev 2012-13 forskning i Sverige om VD-löner i svenska storföretag, vilket resulterade i skrifterna Executive  Compensation and Public Indignation och Conjectures and Evidence on the Mechanisms that drive CEO Pay, samt debattartiklar och föreläsningar.

## Karl-Adam Bonniers stiftelse
Karl-Adam Bonnier bildade 1986 Karl-Adam Bonniers Stiftelse med syftet att bidra till näringslivsutveckling i Sverige. Stiftelsen har sedan bildandet delat ut forskningsstipendier och publicerat skrifter inom frågeställningar som påverkar näringslivets utveckling; bolagsstyrning, innovation och entreprenörskap, samt internationalisering.

## Familj
Karl-Adam Bonnier är gift med psykologen Elisabeth Nyström (f.1948-) och var tidigare gift med Lena, född Lindqwister, (1939–1974). Från sina två äktenskap har han sex barn.